# FK Mažeikiai
Le FK Mazeikiai est un club lituanien de football basé à Mazeikiai. Il va disputer en 2010 le championnat de deuxième division lituanien, la II-Lyga.
Champion de Lituanie à 3 reprises, dont la dernière fois en 1994, le club a connu une grave crise financière qui l'a fait chuter jusqu'en 4e division nationale.

## Historique
- 1947 : fondation du club
- 1994 : premier titre de champion de Lituanie
- 1995 : première participation en Coupe UEFA (élimination par l'AIK Solna au 1er tour)
- 1996 : à la suite de la banqueroute, inscription en 4e division
- 2010 : 1re participation au championnat de 1re division depuis sa refondation

## Noms successifs du club
- 1961 – ETG Mažeikiai
- 1962 – Elektra Mažeikiai
- 1973 – Atmosfera Mažeikiai
- 1990 – Jovaras Mažeikiai
- 1992 – ROMAR Mažeikiai
- 1995 – FK Mažeikiai
- 2001 – Nafta Mažeikiai
- 2003 – FK Mažeikiai

## Palmarès
- Championnat de Lituanie (3)
  - Champion : 1976, 1979, 1994

- Coupe de Lituanie
  - Finaliste : 1979